# Villefranche-de-Rouergue
Villefranche-de-Rouergue (in occitano Vilafranca de Roergue) è un comune francese di 12 962 abitanti situato nel dipartimento dell'Aveyron nella regione dell'Occitania, sede di sottoprefettura.
I suoi abitanti si chiamano Villefranchois.

## Geografia
Villefranche-de-Rouergue è situata nella regione della Rouergue, lungo il fiume Aveyron.

## Storia
Alla fine della crociata albigese, Raimondo VI, conte di Tolosa fu sconfitto e firmò il trattato di Parigi nel 1229. Con questo atto, il conte cedette la contea di Rouergue a sua figlia. Questa sposò Alfonso di Poitiers, fratello di Luigi IX, re di Francia. Alfonso fondò Villefranche sul luogo di un antico villaggio chiamato La Peyrade nel 1252.
Nel 1348 Villefranche era così fiorente che furono emanate leggi suntuarie. Poco dopo la città cadde nelle mani di Edoardo il Principe Nero, ma fu il primo luogo della Guienna a sollevarsi contro gli inglesi. Nuovi privilegi furono concessi alla città da Carlo V, ma furono revocati da Luigi XI.
Nel 1588 gli abitanti respinsero le forze della Lega Anseatica e in seguito uccisero un governatore inviato da Enrico IV. La città fu devastata dalla peste nel 1463, nel 1558 e nel 1628, mentre nel 1643 una rivolta fu crudelmente repressa. 
Durante la seconda guerra mondiale, durante l'occupazione dalla nazista, Villefranche divenne il quartier generale della 13. Waffen-Gebirgs-Division der SS "Handschar", composta principalmente da bosniaci. Guidato da Ferid Džanić, Eduard Matutinović, Božo Jelinek e Nikola Vukelić, un battaglione diede vita una ribellione contro i nazisti il 17 settembre 1943. L'insurrezione fu presto repressa ed i suoi partecipanti furono per lo più giustiziati sul posto. I pochi scampati ispirarono la resistenza francese dell'Aveyron, che fino ad allora non si era ancora costituita.

## Monumenti e luoghi d'interesse
- Collegiata di Notre Dame, risale al XIII e al XVI secolo. Il suo imponente campanile, alto 58 metri, domina il centro della città.
- Certosa di San Salvatore, costruita nel XV secolo.
- Ponte dei Consoli, sull'Aveyron, costruito verso il 1321.
- Cappella dei Penitenti Neri, del XVII secolo.
- Chiesa di San Giacomo
- Castello di Graves, piccolo castello rinascimentale costruito a partire dal 1545.

## Società

### Evoluzione demografica
Abitanti censiti

## Infrastrutture e trasporti

### Ferrovie
Villefranche-de-Rouergue è servita da una stazione ferroviaria posta lungo la linea Brive-la-Gaillarde - Tolosa-Matabiau (via Capdenac).

## Amministrazione

### Gemellaggi
- Sarzana
- Pola
- Bihac